# Trans Canada Trail

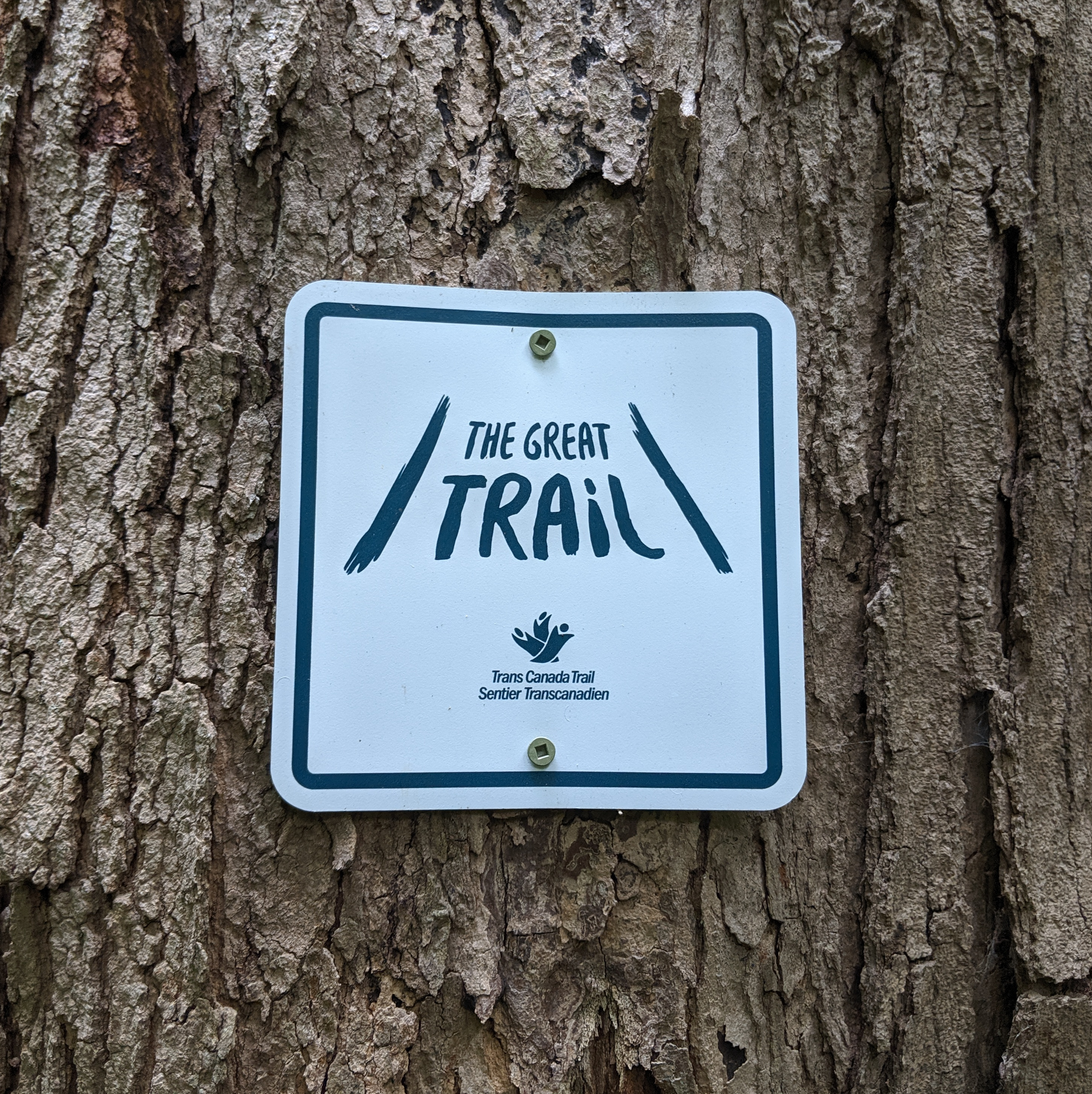
Die von 2016 bis 2021 verwendete Markierung des „The Great Trail“

Das vor 2016 verwendete Zeichen des „Trans Canada Trail“

Der Trans Canada Trail (kurz TCT; französisch sentier transcanadien), zwischen 2016 und 2021 The Great Trail (englisch für ‚Der große Weg‘) genannt, ist ein kombinierter Wasserwander-, Radfern- und Fernwanderweg in Kanada. Mit einer Länge von 18.078 km gilt er als längster Wanderweg der Welt, zuzüglich Wasserwegen umfasst er eine Gesamtlänge von 23.837 km. Er verbindet alle Provinzen und Territorien Kanadas vom Pazifik bis zum Atlantik und dem Nordpolarmeer (Arktischer Ozean) miteinander und besteht aus rund 430 separaten Abschnitten.
Dabei befindet sich der östlichste Punkt, genannt Mile Zero („Kilometer Null“), am Railway Coastal Museum nahe Cape Spear bei St. Johns in der Provinz Neufundland und Labrador sowie der westlichste Punkt am Clover Point auf Vancouver Island in Victoria in der Provinz British Columbia. Nördlichster Punkt ist Tuktoyaktuk im Nordwest-Territorium.
Die offizielle Eröffnung fand zum 150. Geburtstag Kanadas am 26. August 2017 im Major’s Hill Park in Ottawa statt, 25 Jahre nach Begründung durch die Initiative Canada 125 im Jahr 1992.
Die gemeinnützige Trans Canada Trail Foundation koordiniert die Mitarbeit vieler Freiwilliger an dem Projekt, akquiriert öffentliche Mittel sowie Privatspenden. In den einzelnen Provinzen gibt es darüber hinaus weitere Organisationen, die sich um die Erweiterung bemühten und sich um die Instandhaltung von Teilstrecken kümmern.
Große Teile des Weges verlaufen über stillgelegte Bahntrassen wie zum Beispiel über die Kinsol Trestle, der Kettle Valley Railway oder wie durch die Tunnel im Coquihalla Canyon Provincial Park. Im Winter können einige Strecken des Trans Canada Trail auch als Skilanglaufloipe oder Schneemobilpiste genutzt werden.